# 云南孔颖草
云南孔颖草（学名：Bothriochloa yunnanensis）为禾本科孔颖草属下的一个种。其种加词 yunnanensis 意为“云南的”。